# مقاطعة كارتر (أوكلاهوما)
مقاطعة كارتر (بالإنجليزية: Carter County)‏ هي إحدى مقاطعات ولاية أوكلاهوما في الولايات المتحدة الأمريكية.